# 토머스 클랩
토머스 클랩(Thomas Clap 1703년 6월 26일 - 1767년 1월 7일)은 1740년부터 1766년까지 예일 대학교 총장을 역임하였다. 그는 도덕 철학에 대한 논문인 '도덕적 선과 의무의 본성과 기초에 대한 에세이'를 예일대학교 학생들을 위하여 출간하였고, 이것은 그의 도덕철학이 정치적인 면을 배제한 순수하게 윤리학에만 한정시켰다. 그는 윤리학은 종교적인 컨텍스트에서만 연구되어야 하며, 자연법이나 시민법의 체계에 대한 관심을 부정했다. 그는 자기 이익, 박애를 기초한 윤리 이론을 부정했고, 프랜시스 허치슨과 다른 인물들도 언급을 하였다.